# 광교 더샵 레이크시티
광교 더샵 레이크시티(영어: Gwanggyo The Sharp Lake City)는 대한민국 경기도 수원시 영통구 원천동에 위치한 아파트이다.

## 같이 보기
- 수원시의 마천루 목록